# Saint-Sylvestre-Pragoulin

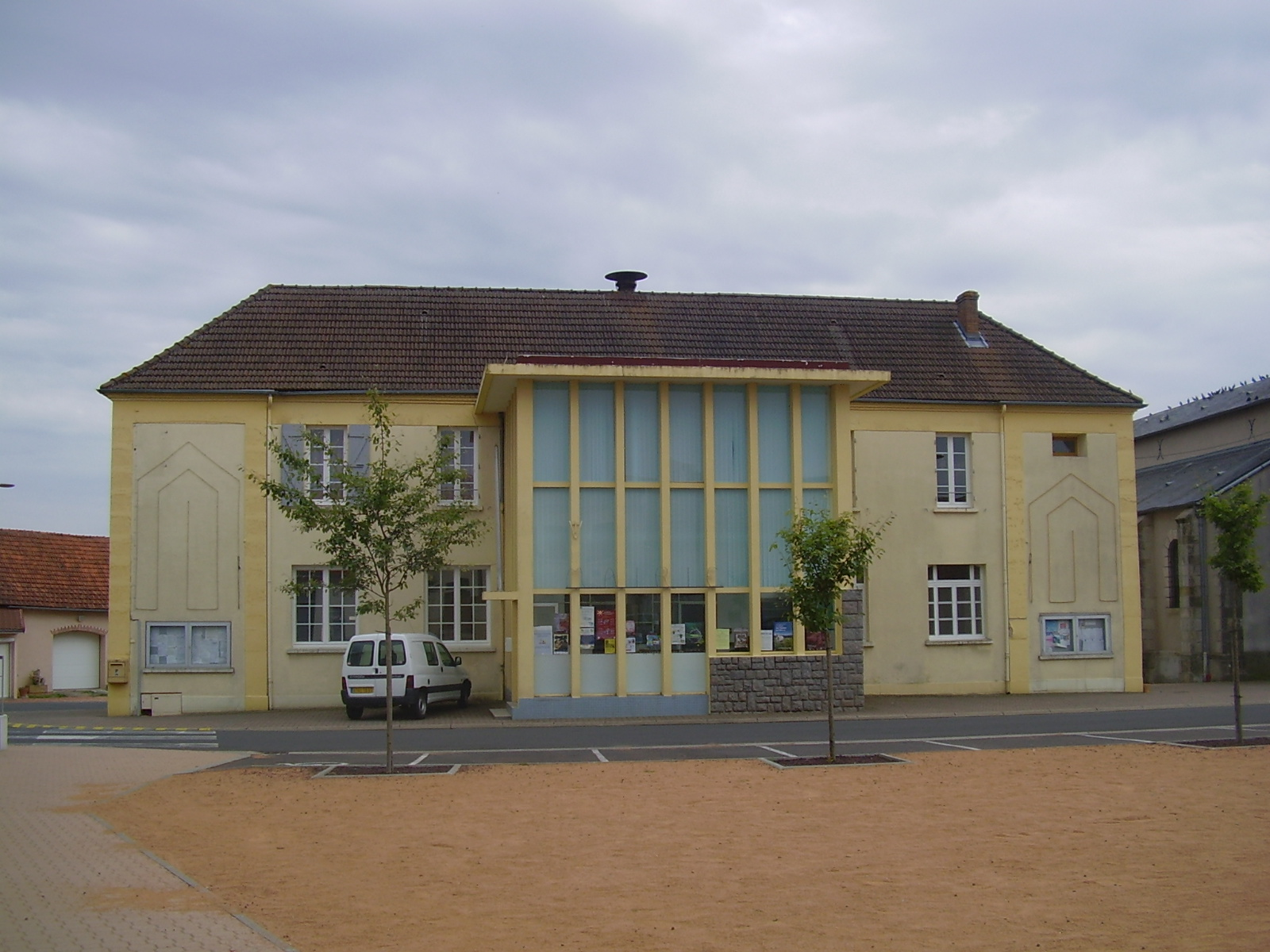
Rathaus von Saint-Sylvestre-Pragoulin

Saint-Sylvestre-Pragoulin ist eine französische Gemeinde mit 1.065 Einwohnern (Stand 1. Januar 2022) im Département Puy-de-Dôme in der Region Auvergne-Rhône-Alpes.

## Geografie
Saint-Sylvestre-Pragoulin liegt etwa zehn Kilometer südsüdwestlich von Vichy nahe den ausgedehnten Waldgebieten von La Boucharde und Randan im von zahlreichen Bächen durchflossenen Einzugsgebiet des Allier.

## Geschichte
Vor der Französischen Revolution unterstand der Großteil der Herrschaft den Herren von Randan.  
Die ersten Besitzer des Schlosses und Lehensnehmer war die Dynastie der Le Groing, bis es im 17. Jahrhundert verkauft wurde und danach mehrmals den Besitzer wechselte. Das Schloss befindet sich bis heute in Privatbesitz.

### Bevölkerungsentwicklung
| Jahr                       | 1962 | 1968 | 1975 | 1982 | 1990 | 1999 | 2006 |
| Einwohner                  | 906  | 826  | 893  | 982  | 1102 | 1079 | 1080 |
| Quellen: Cassini und INSEE |      |      |      |      |      |      |      |

## Kultur und Sehenswürdigkeiten
Die bedeutendste Sehenswürdigkeit der Gemeinde ist das Schloss Château de La Poivrière, dessen älteste Teile ins 14. bis 15. Jahrhundert zurückgehen. Bis zum 19. Jahrhundert wurde die Anlage mehrfach erweitert und erneuert. Die Burg wurde auf den Grundmauern einer feudalen Motte errichtet, die zuvor an dieser Stelle stand. Das Ensemble von Fassaden, Dächern und Einfriedungsmauern steht seit 1978 als Monument historique unter Denkmalschutz. Die Schlosskapelle genießt als Inscrit Monument Historique besonderen Schutz. Der Innenhof ist von fünf kräftigen Verteidigungstürmen mit Kegeldächern umgeben.
Die Kirche des Ortes wurde im 19. Jahrhundert im neuromanischen Stil errichtet.